# Perelada
Perelada (oficialmente y en catalán Peralada) es un municipio español de la provincia de Gerona, situado en la comarca catalana del Alto Ampurdán.
Además de la capital municipal, incluye el núcleo de Vilanova de la Muga al sur del término, agregado en 1975. Discurren por sus terrenos el Llobregat de Ampurdán y el Orlina que confluyen en el río Muga y después de Vilanova de la Muga, el Manol.

## Geografía

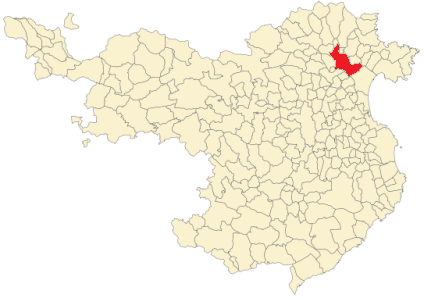
Situación de Perelada en la provincia de Gerona

Integrado en la comarca de Alto Ampurdán, se sitúa a 50 kilómetros de la capital provincial. El término municipal está atravesado por la carretera nacional N-260, entre los pK 30 y 33, por la carretera autonómica C-252, que conecta con Garriguella y Vilabertrán, y por otras carreteras locales que permiten la comunicación con Mollet de Peralada, Castellón de Ampurias, Vilasacra, Masarach y Cabanas.  
El relieve del municipio está definido por la llanura del Ampurdán, bien regada por cursos fluviales que descienden de la sierra de la Albera. Cerca de la villa de Peralada, el Llobregat de Ampurdán recibe el Orlina, y aguas abajo de la villa, el Llobregat de Ampurdán desemboca en el río Muga, que atraviesa el sector sur del término de oeste a este. La altitud oscila entre los 80 metros al norte, en el límite con Masarach, y los 5 metros al sur, a orillas del río Muga. El pueblo se alza a 32 metros sobre el nivel del mar. 
| Noroeste: Masarach                     | Norte: Mollet de Peralada           | Nordeste: Rabós y Mollet de Peralada (exclave) |
| Oeste: Cabanas, Vilabertrán y Figueras |                                     | Este: Garriguella, Pedret y Marsá y Pau        |
| Suroeste: Vilasacra                    | Sur: Castellón de Ampurias y Fortiá | Sureste: Castellón de Ampurias                 |

### Núcleos de población
| Nombre                             | Población |
| ---------------------------------- | --------- |
| Perelada                           | 1377      |
| Vilanova de la Muga                | 243       |
| Urbanización Club de Golf Perelada | 398       |
| TOTAL                              | 2018      |

## Demografía
Perelada cuenta con una población de 2047 habitantes (INE 2024).
| Gráfica de evolución demográfica de Perelada entre 1842 y 2021 |
| |
| Población de derecho según los censos de población del INE Población de hecho según los censos de población del INEEntre el censo de 1981 y el anterior, crece el término del municipio porque incorpora a Vilanova de la Muga |

| 1497 | 1515 | 1553 | 1717 | 1787 | 1857 | 1877 | 1887 | 1900 |
| ---- | ---- | ---- | ---- | ---- | ---- | ---- | ---- | ---- |
| 263  | 214  | 288  | 989  | 1850 | 2630 | 2346 | 2391 | 2190 |

| 1910 | 1920 | 1930 | 1940 | 1950 | 1960 | 1970 | 1981 | 1990 |
| ---- | ---- | ---- | ---- | ---- | ---- | ---- | ---- | ---- |
| 2340 | 2200 | 2028 | 1691 | 1738 | 1624 | 1368 | 1238 | 1192 |

| 1992 | 1994 | 1996 | 1998 | 2000 | 2002 | 2004 | 2006 | — |
| ---- | ---- | ---- | ---- | ---- | ---- | ---- | ---- | - |
| 1142 | 1157 | 1147 | 1188 | 1277 | 1382 | 1491 | 1625 | — |

## Historia
Tiene un origen muy antiguo, con un poblado ibérico datado en 500 a. C. Se originó el pagus de Perelada en época de los romanos; en la Edad Media el condado de Perelada quedó bajo el dominio del condado de Ampurias. En sus calles se conservan edificios de época medieval. En la plaza Muntaner, con reformas posteriores, aún existe la casa natal del cronista Ramón Muntaner (1265-1336).
El Castillo de Peralada, antigua residencia de los vizcondes de Rocabertí y condes de Perelada, fue restaurado a finales del siglo XIX al estilo de los castillos franceses. Cada verano se celebra allí el Festival Internacional de Música conocido como Festival de Peralada.

## Símbolos
- El escudo de Perelada se define por el siguiente blasón: «Escudo losanjado partido: 1.º de argén, una cruz plena de azur; 2.º de gules, 3 palos de oro cargados cada uno de 3 roques de azur. Por timbre una corona de conde.»[7]

Fue aprobado el 14 de junio de 1988. El castillo de la villa (del siglo IX, reconstruido en el XIV y engrandecido en estilo renacentista en el siglo XIX), que ahora es un famoso casino de juego, fue el centro del condado de Perelada. El condado, originariamente ligado al de Ampurias (uno de los condados fundadores de Cataluña), fue concedido en 1599 a Francesc Jofre de Rocabertí. El escudo de la población presenta tradicionalmente una cruz de azur sobre camper de argén y las armas parlantes de los Rocabertí: tres palos de oro sobre camper de gules, cargados con roques de azur. Timbrado por la corona, recordando los condes de Perelada.
- El municipio también tiene oficializado un emblema como símbolo.[8]

## Economía
Por sus ricas tierras, la agricultura había sido la principal fuente de riqueza; las cavas del Castillo de Perelada y Celler Peralada mantienen la tradición vinícola con la elaboración de vinos y cava. En la actualidad (2007) los servicios turísticos son el sector más importante económicamente.

## Lugares de interés

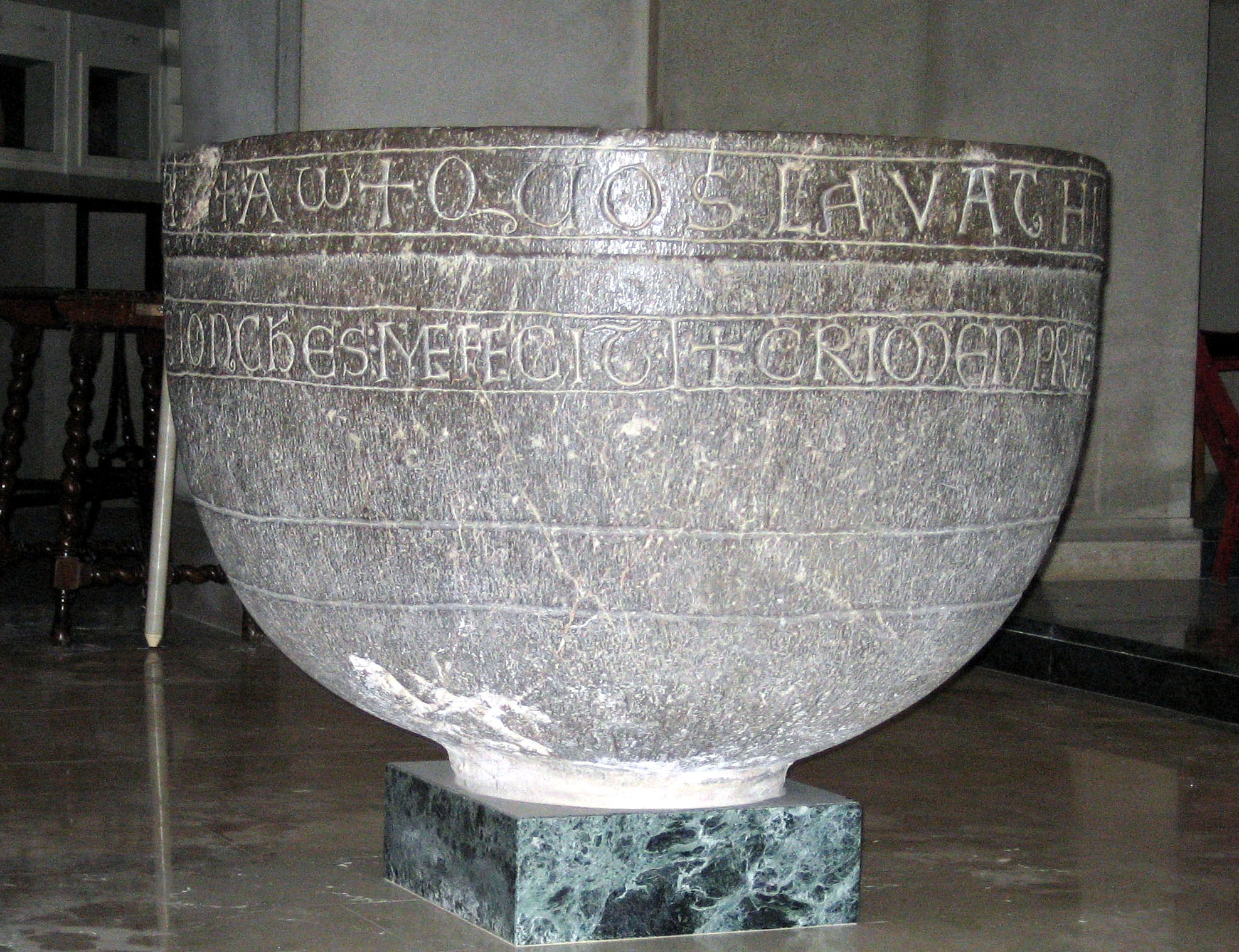
Pila bautismal del siglo - en la iglesia de San Martín

- Iglesia parroquial de San Martín del siglo XVIII, pero de origen románico con el campanario gótico.
- Claustro de Santo Domingo del siglo XI del antiguo convento agustiniano del Roser. En sus capiteles  se puede ver una espléndida iconografía con escenas bíblicas y motivos vegetales y geométricos.
- Iglesia de Santa Eulalia del siglo XV con pinturas murales románicas.
- Convento del Carmen. Año 1293 con claustro gótico del siglo XIV. Actualmente alberga el Museo del Castillo de Perelada, donde pueden visitarse además de la iglesia gótica, la biblioteca, con 80.000 volúmenes (200 incunables, 800 ejecutorias de nobleza y más de 1000 ediciones deferentes del Quijote en 33 idiomas distintos), las colecciones de cerámica y vidrio, esta última una de las más importantes del mundo, el museo del vino y la bodega del cava Gran Claustro.
- Parque histórico del Castillo de Perelada. Accediendo por el Museo del Castillo, se puede visitar el parque, diseñado por François Duvillers en 1877 por encargo de los Condes de Perelada.

## Cosas interesantes
La compositora Emily Bear (Grammy 2022 por The Unofficial Bridgerton Musical) nombró una canción en su álbum ,Diversity’ (2013) producido por Quincy Jones en honor a la ciudad.